# Mihailovca, Stînga Nistrului
Mihailovca este un sat din Unitățile Administrativ-Teritoriale din Stînga Nistrului (Transnistria), Republica Moldova.
Potrivit împărțirii administrativ-teritoriale a Republicii Moldovenești Nistrene, din componența comunei Mihailovca face parte satul Jurca. După împărțirea administrativ-teritorială a Republicii Moldova, însă, Jurca nu este recunoscut ca localitate distinctă, fiind parte a satului Mihailovca.
Conform recensământului din anul 2004, populația localității era de 825 locuitori, dintre care 789 (95.63%) moldoveni (români), 12 (1.45%) ucraineni si 20 (2.42%) ruși.

## Personalități născute aici
- Vasile Iacovlev (1926 - 2013), om politic, susținător al separatismului transnistrean.